# Autorretrato a los 13 años

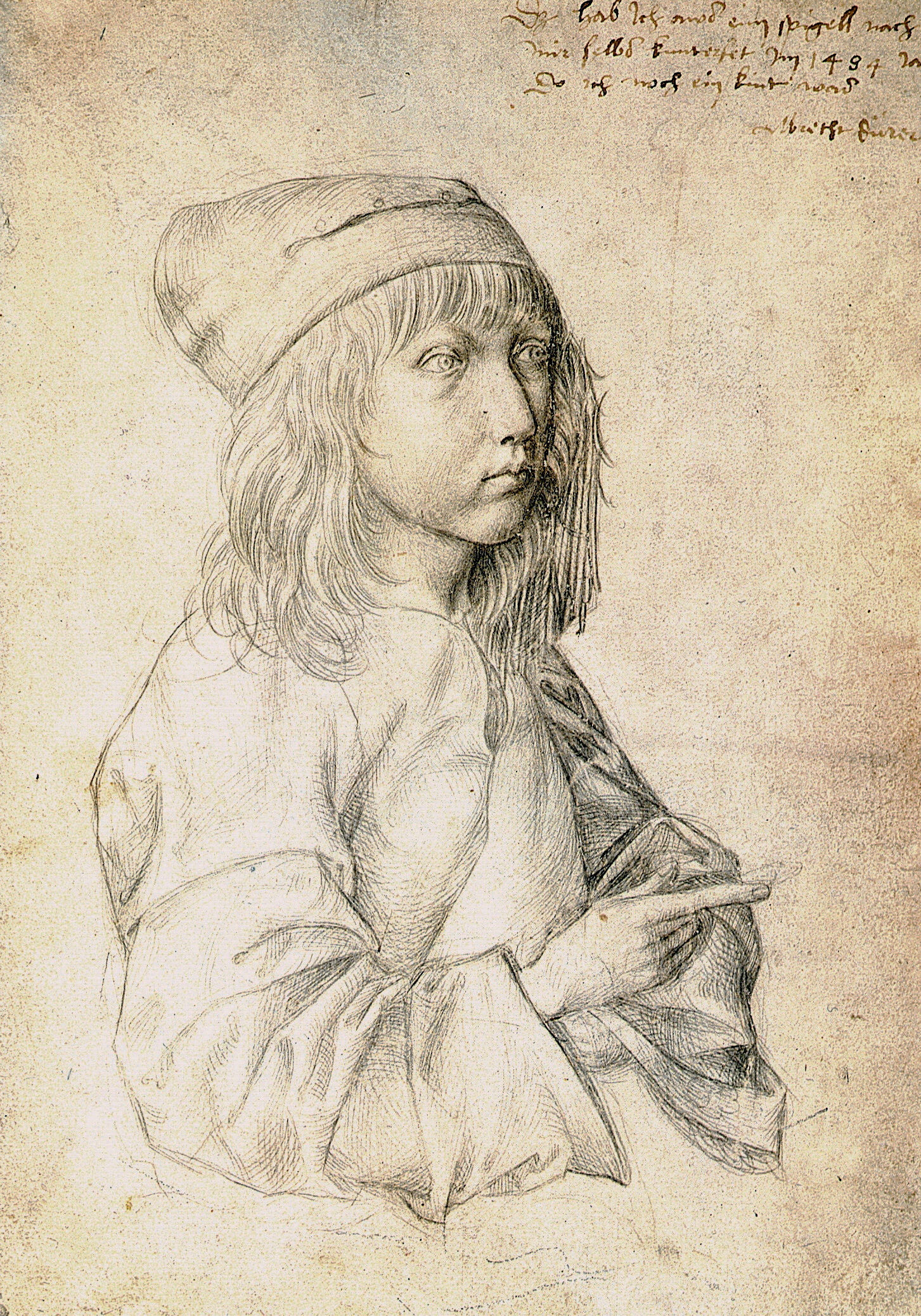
Autorretrato a los 13 años, 1484, Albertina, Viena, 27.5 x 19.6 cm.

El autorretrato a los 13 años es un dibujo hecho con punta de plata por el pintor y grabador alemán Alberto Durero en 1484, actualmente conservado en el museo Albertina, en Viena, Austria. Es al mismo tiempo la primera obra conservada del artista y uno de los primeros autorretratos conocidos en el arte europeo. Fue completado dos años antes de que Durero dejara de ser aprendiz del oficio de su padre del mismo nombre para aprender pintura con Michael Wolgemut.
A lo largo de toda su vida Durero expresó una decidida confianza en sí mismo, un hecho evidente tanto en su obra artística como en sus escritos. Sus cuatro autorretratos que han sobrevivido fueron pintados antes de cumplir los 30 años y entrara en su periodo maduro. Como los otros autorretratos que pintó, este dibujo demuestra lo que se interpretó como una expresión de su conciencia y su confianza en su desarrollo artístico, que es especialmente evidente en la expresión facial precoz de esta obra. Durero se presenta de lado y medio cuerpo, en una pose muy parecida a la de un retrato sobreviviente atribuido a su padre, también llamado Alberto, un orfebre de profesión.
El artista tiene levantado su brazo derecho, donde su dedo índice apunta hacia un área no identificada fuera del dibujo. Se representa a sí mismo bajo una luz halagadora, con cabello largo, la apariencia juvenil de un niño de rostro fresco, así como dedos elegantes y alargados lo que en la época era tanto un rasgo de moda como un indicativo de la habilidad para el dibujo. Sobre este dibujo relativamente sencillo de su juventud, Durero escribió en 1528 que era un simple esbozo de "la esencia espiritual del impulso creativo del artista."
Se cree que el autorretrato fue hecho como una tarea encomendada por Alberto Durero el Viejo como un reto para su hijo Alberto, ya que los trazos hechos a punta de plata no se pueden corregir. Fue posteriormente firmado en una fecha desconocida con las siguientes palabras: "Esto lo dibujé yo mismo desde un espejo en el año 1484, cuando era un niño. Alberto Durero." Aunque el título del dibujo es Autorretrato a los 13 años solo se sabe que fue completado en 1484; Durero nació en mayo de 1471, y como no le puso una fecha a la obra, pudo haberlo dibujado a la edad de 12 años.